# Mine de lithium de Goulamina
La mine de lithium de Goulamina est une mine de lithium inaugurée le 15 décembre 2024 dans la région de Bougouni au Mali. Il s'agit de la plus importante mine d'Afrique en termes de capacité de production. Le président de la transition, Assimie Goïta procède à l'inauguration de la grande mine de production de lithium dont le coût est estimé à environ 318 millions de dollars américains.
La mine de Goulamina est exploitée par le Lithium du Mali SA avec actionnaire principal, la société chinoise Ganfeng Lithium, va générer environ 250 milliards de Francs CFA pour les entreprises maliennes. Après plusieurs décennies dans la production aurifère, le Mali entre dans le cercle fermé des pays africains producteurs de lithium avec l'ouverture officielle de la plus grande mine d'Afrique de lithium dans la région de Bougouni. 

## Situation
La mine est située à 8,5 km au sud de Torakoro chef-lieu de la commune rurale de Danou.

## Exploitation
L'exploitation de la mine de lithium de Goulamina va offrir des opportunités économiques et de création d'emploi sur une durée minimale de 21 ans. De plus, la mine va contribuer au développement local, notamment par la réalisation d’infrastructures routières, énergétiques et hydrauliques avec un investissement variant compris entre 22 et 25 milliards Francs CFA,.
Notons qu'au Mali, le secteur minier contribue à plus de 7% au produit intérieur brut (PIB). Le secteur minier au Mali se veut un maillon essentiel de la politique de développement.

## Historique
Les travaux de construction de la toute première mine de lithium en Afrique de l'Ouest démarre le 6 juin 2022 sur le site de Goulamina à 60 kilomètres de la région de Bougouni dans la sud du Mali. La durée de construction de la mine est estimée à environ deux ans avec un coût total de 138 milliards de Francs CFA. Dans la conception actuelle de la mine de Goulamina, un accent particulier est mis sur la création d'emploi au niveau local et le développement rural,,. 
La mine de lithium de Goulamina est bâtie sur une superficie 1 750 hectares avec une capacité de 277 millions de tonnes de réserves, et elle se positionne comme la cinquième plus importante mine de lithium au niveau international.